# Конти (Ґостинінський повіт)
Конти (пол. Kąty) — село в Польщі, у гміні Пацина Ґостинінського повіту Мазовецького воєводства.
У 1975-1998 роках село належало до Плоцького воєводства.